# Batalla del Mediterráneo
La batalla del Mediterráneo fue el nombre dado a la campaña naval librada en el mar Mediterráneo durante la Segunda Guerra Mundial, desde el 10 de junio de 1940 hasta el 2 de mayo de 1945.
Durante la mayor parte de la campaña, se enfrentaron la Armada Real italiana (Regia Marina), apoyada por otras fuerzas navales y aéreas del Eje, y la Armada Real británica (Royal Navy), apoyada por otras fuerzas aéreas y navales aliadas, entre ellas las de los Estados Unidos a partir de 1942. 
Cada combatiente tenía tres objetivos básicos en esta batalla. El primero consistía en mantener abiertas sus rutas de suministro para proveer a sus ejércitos, principalmente en los Balcanes (1940-41) y en África del Norte (1940-43). El segundo era atacar las líneas de suministro del contrario. El tercer objetivo era mermar la fuerza naval del adversario. 
Aparte de las batallas de la Guerra del Pacífico, el Mediterráneo fue el escenario de la mayor guerra naval de la Segunda Guerra Mundial. Las fuerzas aliadas lucharon por abastecer y retener la importante base naval y aérea de Malta.

## Primeros enfrentamientos
El 10 de junio de 1940 la Italia fascista declaró la guerra a Gran Bretaña y Francia. Al día siguiente, bombarderos italianos atacaron Malta en lo que fue la primera de muchas incursiones. Por aquel tiempo, la armada francesa bombardeó algunas localidades italianas de la costa este. Cuando Francia se rindió el 24 de junio, los líderes del Eje permitieron al régimen de Vichy conservar su fuerza naval.

### Destrucción de la flota francesa en el Mediterráneo
Tras la derrota francesa ante Alemania en 1940, el alto mando británico pasó a considerar la armada francesa en el Mediterráneo como una grave amenaza para la Royal Navy, así que hizo de su neutralización una prioridad. El almirante Cunningham llegó a un acuerdo con Godfroy —aprovechando sus buenas relaciones— respecto al escuadrón francés de Alejandría (Egipto). 
Los británicos enviaron un ultimátum al grueso de la flota francesa, concentrada en el puerto argelino de Mers-el-Kebir, en el Norte de África, para que se hundiesen ellos mismos o se desplazasen a las Antillas, fuera del alcance alemán. Los franceses rechazaron estos términos, así que fueron bombardeados el 3 de julio por la Fuerza H de Gibraltar, que destruyó casi toda la flota francesa pero los buques que escaparon hacia el puerto del Tolón fueron hundidos cuando los alemanes ocuparon la parte sur de Francia con sede en vichy. 
Como parte de la ocupación de la Francia de Vichy en 1942 (Operación Anton), los alemanes trataron de capturar la flota francesa en Tolón. Este plan fue desbaratado por los comandantes franceses, y el grueso de la flota fue hundida por sus propios oficiales en la base naval.

### Batalla de Tarento
Para reducir la amenaza que suponía la flota italiana establecida en el puerto de Tarento para los barcos que navegaban hacia Malta, el almirante Cunningham organizó un ataque aéreo de nombre en clave Operación Juicio. El 11 de noviembre de 1940, Aviones torpederos Fairey Swordfish del HMS Illustrious con solo 21 de los 30 aviones torpederos fueron los que atacaron a la flota italiana cuando todavía estaba anclada. Esta fue la primera vez en la historia que se intentaba un ataque semejante. Fue un gran éxito: los británicos destruyeron o inutilizaron tres acorazados italianos. Esta decisiva victoria aliada forzó a la flota italiana a trasladarse a puertos más al norte que quedasen lejos del alcance de este tipo de aeronaves, lo cual redujo la amenaza que representaba la marina italiana para los convoyes destinados a Malta.

### Otras acciones
Hubo unos cuantos combates entre barcos aliados y la Regia Marina en los que los británicos, capaces de reemplazar sus pérdidas con barcos provenientes de otros escenarios, obtuvieron su preeminencia (Batalla de Calabria, Batalla del Cabo Spada, Batalla del Cabo Spartivento, Batalla del Cabo Bon).
En febrero de 1941 la Royal Navy atacó los puertos de Génova, Livorno y La Spezia, hundiendo 4 barcos italianos y dañando otros 18 (Operación Grog).
El ataque más exitoso de los italianos se produjo cuando sus buceadores colocaron minas en los acorazados británicos en el puerto de Alejandría el 19 de diciembre de 1941. El HMS Queen Elizabeth y el Valiant fueron hundidos así, aunque más tarde fueron reflotados y volvieron al servicio.

## Campañas de Grecia y Creta (1941)

### Batalla del cabo Matapán
La batalla del cabo Matapán fue una decisiva victoria aliada que se libró cerca de la costa del Peloponeso, en el sur de Grecia, del 27 de marzo al 29 de marzo de 1941, en la que las fuerzas de la Marina Británica (la Royal Navy) y la Australiana, comandadas por el almirante británico Cunningham, interceptaron a la Regia Marina italiana del almirante Angelo Iachino.
Los Aliados hundieron los cruceros pesados Fiume, Zara y Pola, los destructores Vittorio Alfieri y Giosue Carducci, y dañaron el acorazado Vittorio Veneto. Los británicos perdieron un torpedero y recibieron daños ligeros en algunas naves.
El empleo de los interceptores Ultra y la ausencia de radar en los barcos italianos fueron factores decisivos.

### Creta
Las marinas aliadas sufrieron bajas considerables durante la batalla de Creta de mayo de 1941, tratando de impedir que los alemanes llegasen a Creta por mar y posteriormente evacuando a las fuerzas terrestres aliadas tras su derrota ante los paracaidistas alemanes. Los ataques de la aviación alemana, especialmente Ju-87 y Ju-88, hundieron ocho barcos de guerra británicos: dos cruceros (Gloucester, Fiji) y seis destructores (Kelly, Greyhound, Kashmir, Hereward, Imperial, Juno). Otros siete barcos resultaron dañados, incluyendo los acorazados Warspite, Valiant y el crucero Orion. Murieron cerca de dos mil marinos británicos.
Fue una victoria importante de la Luftwaffe, pues demostró que la Royal Navy no podía operar sin sufrir bajas en aguas en las que los alemanes tuviesen la supremacía aérea. Sin embargo, la batalla tuvo un impacto estratégico limitado, pues la atención de la Wehrmacht se dirigió inmediatamente hacia la Unión Soviética, cuya invasión (Operación Barbarroja) comenzó pocas semanas más tarde. El Mediterráneo desempeñaría un papel secundario en los planes de guerra alemanes de los años siguientes y la Royal Navy británica nunca se volvería a enfrentar en él a una amenaza aérea semejante. No obstante, la batalla extendió el dominio del Eje en el Mediterráneo Oriental y aumentó la amenaza sobre los convoyes de suministro aliados.

## Guerra de los convoyes (1941-42)

### Malta
La situación de Malta, entre Sicilia y el Norte de África, era excelente para interceptar los convoyes del Eje que abastecían a sus tropas en el Norte de África. Estas acciones podían debilitar la presencia del Eje en África y apoyar a los Aliados en sus acciones contra Italia. El Eje reconoció este peligro y realizó grandes esfuerzos para neutralizar esta base británica tanto mediante ataques aéreos como cortándole los suministros.
Durante el Sitio de Malta parecía que la isla podía ser sometida interceptando los suministros mediante operaciones desde Sicilia, Cerdeña, Creta y el Norte de África donde la fliegerkorps X bombardearon MALTA . Se causaron daños a varios convoyes aliados. El punto de inflexión del sitio se produjo en agosto de 1942, cuando los británicos mandaron un convoy muy bien defendido que recibía el nombre en clave de Operación Pedestal donde la mitad del convoy llegó a Malta como el petrolero Ohio clave para los depósitos de gasolina para las avionetas que había en la isla. La defensa aérea de Malta fue reforzada varias veces por los Hurricane y Spitfire desplegados desde el HMS Furious y otros portaaviones aliados. La situación se relajó cuando el Eje fue forzado a abandonar sus bases en el Norte de África, momento en el que Malta pudo ser reabastecida con facilidad y pasó a ser de nuevo una base ofensiva.
Los británicos establecieron allí una fuerza aérea considerable y una base para la Royal Navy. Con la ayuda de los interceptores Ultra, las fuerzas de Malta fueron capaces de interrumpir los suministros del Eje hacia el Norte de África inmediatamente antes de la Segunda Batalla de El Alamein. Malta obtuvo la Cruz de Jorge por su actitud y coraje durante el sitio.

## Grandes operaciones anfibias aliadas (1942-44)
- 8 de noviembre de 1942, inicio de la Operación Torch, invasión aliada de Marruecos y Argelia. En esta campaña tuvo lugar la batalla naval de Casablanca entre franceses y alemanes por una parte y estadounidenses y británicos por otra.
- 9 de julio de 1943, inicio de la Operación Husky, invasión aliada de Sicilia.
- 3 de septiembre de 1943, inicio de la Operación Avalanche, invasión aliada de Italia.
- 22 de enero de 1944, inicio de la Operación Shingle, desembarcos aliados en Anzio, Italia.
- 15 de agosto de 1944, inicio de la Operación Dragoon, desembarcos aliados en el sur de Francia.